# Editorial Haynes
La Editorial Haynes, fundada por Don Alberto M. Haynes en 1904, inicia entonces sus actividades con la revista El Hogar. Fue una editorial muy importante de Argentina, que durante muchas décadas editó revistas como, "El Hogar", "Mundo Deportivo", "Mundo Argentino", "Mundo Agrario", "Mundo Infantil", "Mundo Peronista" y el popular diario "El Mundo", entre otras publicaciones.
Su edificio estaba en la intersección de las calles Río de Janeiro al 300 esquina Bogotá, barrio de Caballito, de la Ciudad de Buenos Aires. Al producirse el golpe de Estado de 1955 el Grupo Haynes fue intervenido durante la dictadura autotitulada Revolución Libertadora (Argentina) debido a su simpatía con el peronismo. Sus instalaciones y bienes expropiadas forzosamente, algunos de sus colaboradores debieron exiliarse en México.

## Historia
En un encuentro que el Sr. Haynes tuvo con Ricardo Claudio Magnussen, su profesor en la "English High School", éste le manifestó que tenía una impresora Minerva arrumbada en un depósito de su casa y se la ofreció en venta a Alberto M. Haynes, quien no vaciló en adquirirla, pues ya acariciaba la idea de fundar una revista para las familias argentinas, que pasó a llamarse "El Hogar" y apareció por primera vez en el año 1904. Después vendrían una sucesión de proyectos y nuevos logros que convertirían la pequeña industria fundada por Haynes en la gran empresa que fue durante muchos años, tanto a nivel nacional como también a nivel internacional, al transformarse en una de las más poderosas y conocidas editoriales de América.
Para ejemplificar lo expresado, el 29 de diciembre de 1923 la Editorial Haynes inauguró la parte principal del edificio situado en las calles Río de Janeiro y Bogotá de la Ciudad de Buenos Aires, que luego fue ampliado, en sucesivas etapas, para ubicar sus propias y modernas máquinas de impresión, tipografía, guillotinas, etcétera. 
El 14 de mayo de 1928 se inicia la circulación del diario con un nuevo y revolucionario formato "tabloide" que permitía su mejor manipulación por parte de los lectores, y con ilustraciones que lo hacían eficazmente llamativo. Su portada contaba con las noticias más importantes del país y del panorama internacional, en tanto al dorso se ofrecía una página con noticias de tipo social e historietas. Otra de las características que coadyuvaron a la popularidad inmediata del periódico fue su acomodado precio, ya que el ejemplar costaba la mitad de lo que salían los diarios de la competencia ($ 0,05). Y para atraer a nuevos clientes se realizaba un concurso semanal que otorgaba un premio de $ 1.000.- y que guardaba relación con los resultados de los partidos de fútbol del torneo de primera división del fútbol argentino.
Otra gran empresa que abordó la Editorial fue la puesta en marcha de la emisora radial "Radio El Mundo", inaugurada en el año 1935, ubicada en la calle Maipú n.º 555, en pleno centro de la Ciudad de Buenos Aires. 

## Empresa catalogada "Modelo" en su época

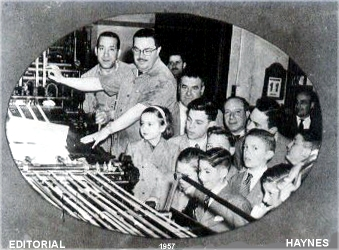
Visita de escolares a la Editorial Haynes (año 1957).

La Editorial Haynes fue una empresa catalogada "Modelo" en la Argentina, razón por la cual era común que fuera visitada por estudiantes de diferentes establecimientos escolares, con la intención de que dichos jóvenes estudiantes tomaran conocimiento de los métodos más avanzados en tecnología (en este caso gráfica) y sistematización de las tareas laborales.
La imagen muestra la visita de alumnos de una escuela de nivel secundario fotografiados junto a operarios de la empresa.

## Síntesis histórica de Alberto M. Haynes

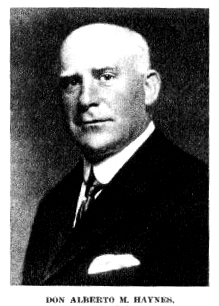
Alberto M. Haynes. Fundador de la "Editorial Haynes". Buenos Aires - Argentina.

Cuando Don Alberto M. Haynes llega desde su país natal -Inglaterra- lo hace para trabajar en la empresa de transportes "Ferrocarril Oeste" de propiedad británica. Habiendo tomado cariño por el país, resuelve quedarse en Argentina, y poniendo de manifiesto su espíritu progresista, es que decide entonces cumplir un sueño largamente acariciado, iniciando la labor editorial con la revista "El Hogar", tal como se comenta al comienzo de este artículo.
Posteriormente y debido al éxito obtenido con dicha publicación, edita una segunda revista a la que llama "Mundo Argentino" (que llegó a ser dirigida por el famoso escritor argentino Ernesto Sabato). Y así sucesivamente, las ideas de Haynes se van concretando, hasta llegar a transformarse en la "Empresa Editorial Haynes Limitada", que era el nombre oficial de ésta.
En enero de 1947 Raúl Alejandro Apold fue nombrado director general de Difusión de la Subsecretaría de Información y Prensa y desde ese cargo colaboró en el objetivo del presidente Juan Domingo Perón de controlar los medios de comunicación. Apold, que había trabajado en Editorial Haynes, propuso que se la adquiriera; la tarea parecía difícil porque la empresa era en ese momento poderosa y popular, pero tras una huelga promovida desde la Dirección a su cargo facilitó que Harry Well Smith, el yerno del ya fallecido Haynes, que manejaba la empresa aceptara la oferta que le hiciera el grupo ALEA conducido por Carlos Aloe, por entonces Jefe de Despacho de la Presidencia por el 51% de las acciones con el consiguiente control de la sociedad.
Finalmente y cuando en el año 1971 se terminan rematando las instalaciones de la importante Compañía, que dejó una marca imborrable en la historia periodística y cultural en nuestro país, junto con el edificio y todas sus instalaciones, se subastó un busto (que se lucía en las oficinas de la empresa) de Don Alberto Haynes. Dicho busto fue adquirido por un famoso periodista y locutor argentino "Rafaél Díaz Gallardo", quien lo cedió a la hija de Haynes.
Lo que resulta inexplicable para mucha gente, y más aún para los porteños que llegaron a conocer el imponente edificio de la empresa y todos sus productos editoriales; que posteriormente al remate se procediera a la demolición total de la edificación, considerando que hoy -de existir- sería un emblema de una época y un tiempo, que formaron parte de la historia de nuestro país, y más precisamente de la Ciudad de Buenos Aires. Actualmente, gran parte de su documentación contable se encuentra en el Departamento Archivo Intermedio del Archivo General de la Nación en proceso de clasificación y descripción, para estar prontamente a la consulta del público en general. 

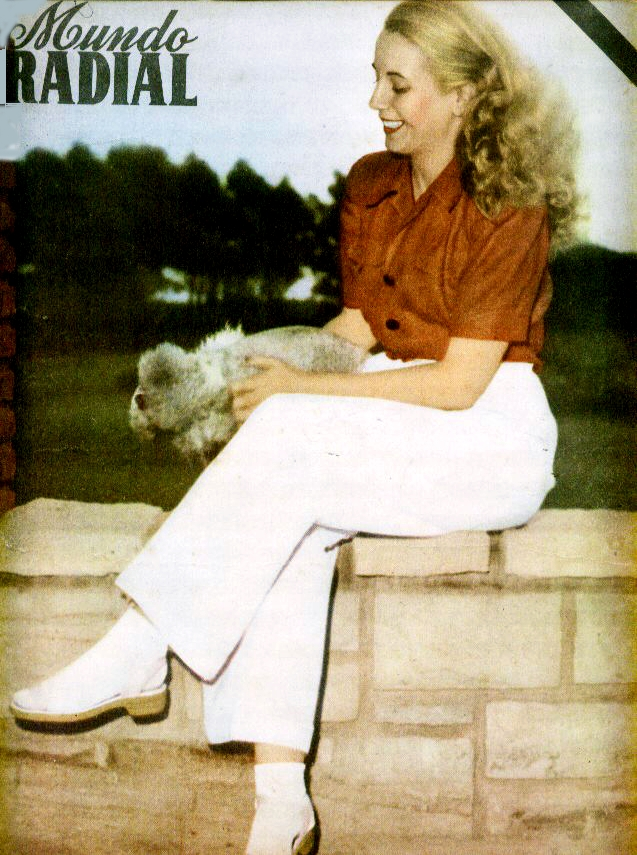
Portada revista Mundo Radial del 07/08/1952 Homenaje a la Sra. Eva Duarte de Perón.

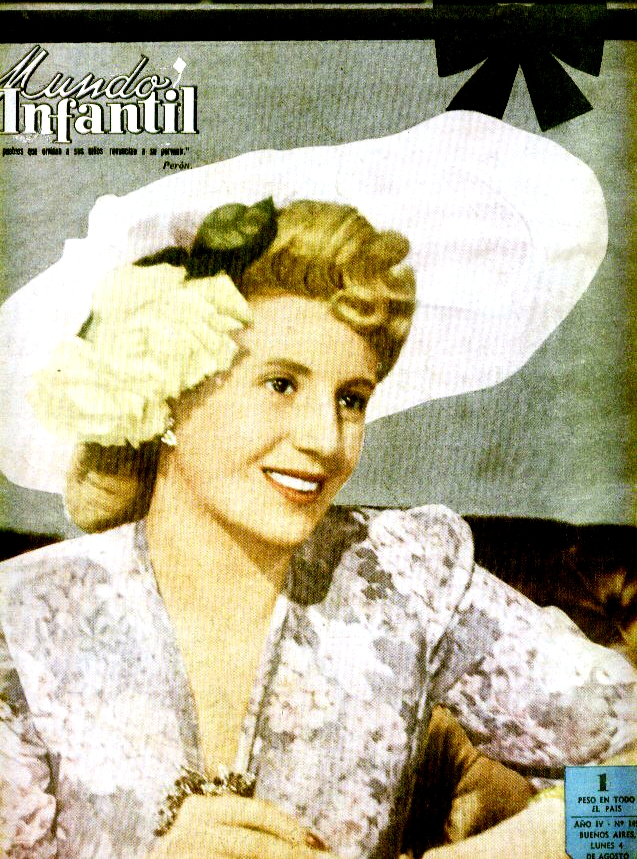
Carátula de la revista "Mundo Infantil" con la imagen de Eva Perón (Abanderada de los humildes), figurando extraordinariamente en la portada, en homenaje a su reciente fallecimiento (año 1952).

## Algunas revistas editadas por Haynes
- El Hogar, antes llamada El Consejero del Hogar

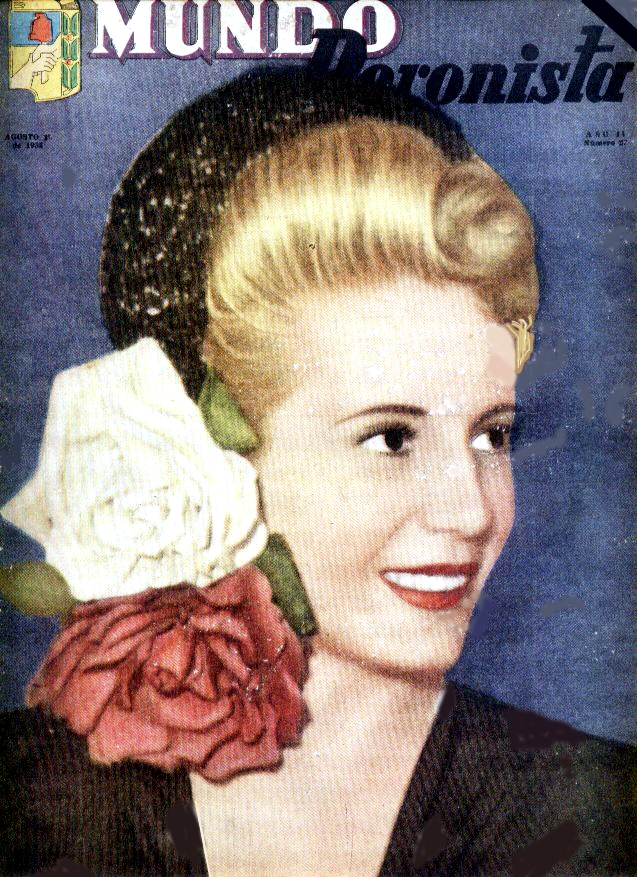
Revista "Mundo Peronista" ejemplar del 15/08/1952. Homenaje a la Sra. Eva Perón con motivo de su fallecimiento.

- Mundo Argentino
- Mundo Atómico
- Mundo Deportivo
- Sintonía
- Tía Vicenta
- Mundo Agrario
- Mundo Rural
- Don Goyo
- Riqueza Argentina
- PBT
- Mundo Infantil
- Mundo Peronista
- Caras y Caretas

## Personalidades importantes que trabajaron en "Editorial Haynes"
Personajes destacados en las letras y en el periodismo, que han sido parte de la empresa. Algunos de ellos se iniciaron en la editorial y comenzaron a transitar un camino que nunca más abandonarían.
- Roberto Arlt.
- Ulises Barrera.
- Bernardo Neustadt.
- Lanfranco Aldo Ricardo Vaselli Cortellini Rossi Rossini "Lan".
- Quino.
- Alberto Gerchunoff.
- Ernesto Sabato.
- Horacio Pagani, periodista de gráfica, radio y televisión.
- Gerardo Emilio Frak, padre. Periodista de gráfica, radio y televisión. Productor de cine y televisión. Publicista.

## Galería de imágenes

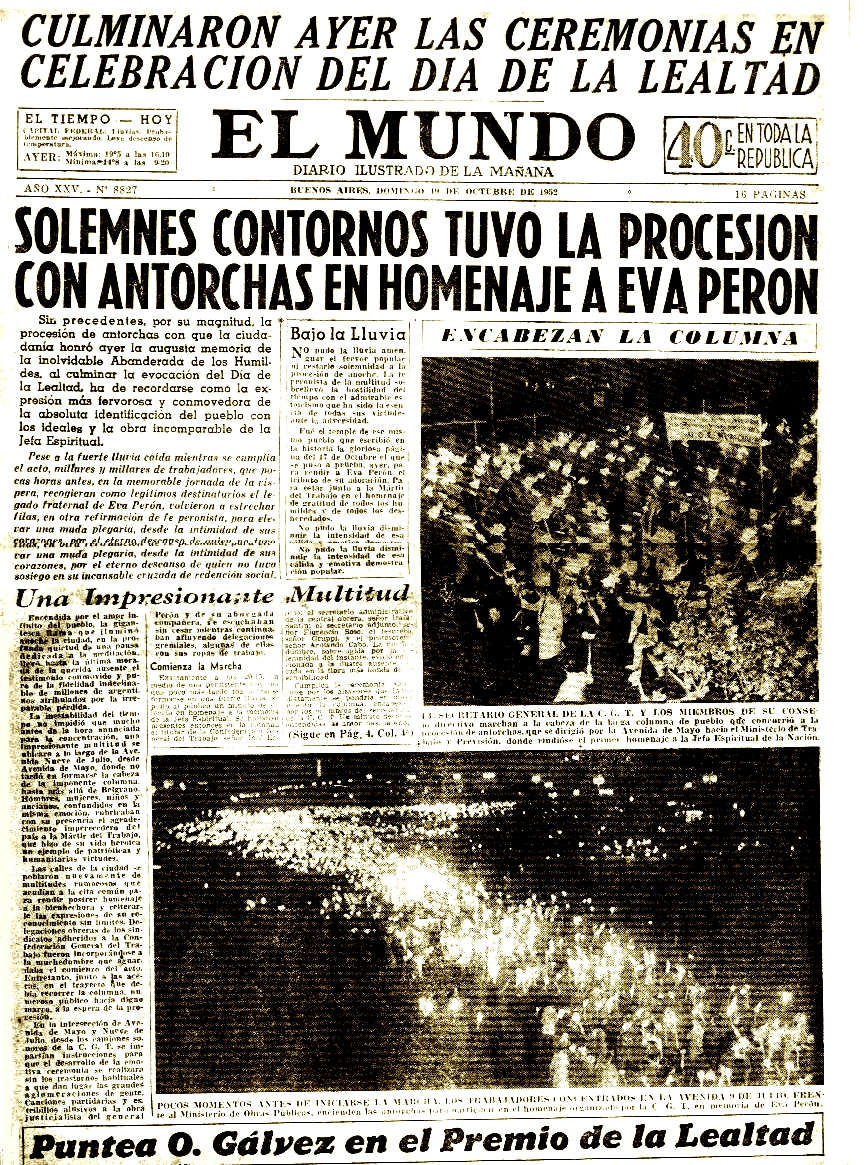
Ejemplar del Diario El Mundo de Editorial Haynes, del 19-10-1952.
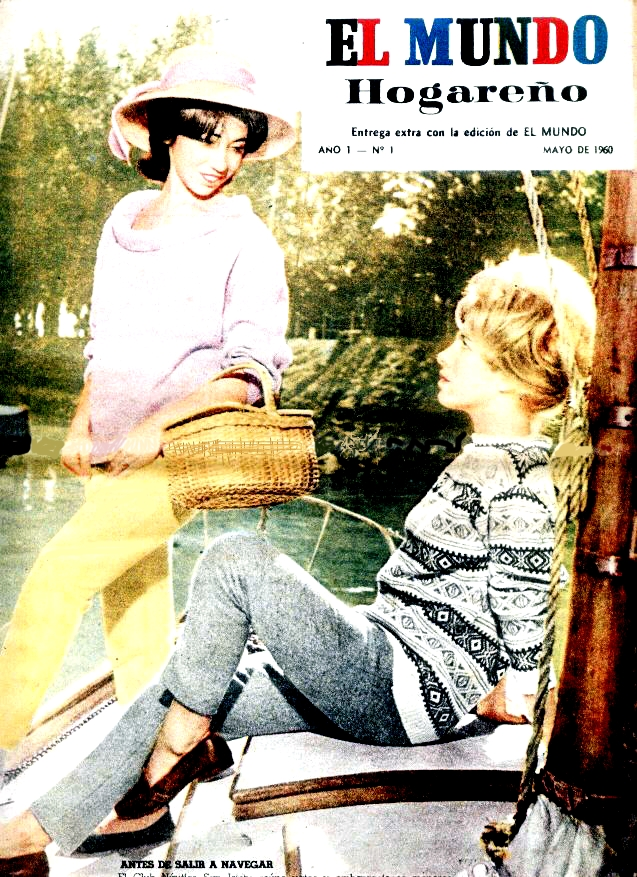
Revista de entrega extra con la edición del Diario El Mundo, Editorial Haynes, mayo de 1960, ejemplar nº 1.
- Último ejemplar de Mundo Peronista, en una edición doble del 1° de septiembre de 1955

- Datos: Q5818650
- Multimedia: Editorial Haynes / Q5818650